# Proyecciones de karate
Nage waza (投げ技?) es el conjunto de proyecciones, segados y derribos usadas en el karate, son movimientos usados para desestabilizar el oponente y derribarle a fin de terminar la pelea con un golpe decisivo o (ikken hissatsu). A pesar de ser un área casi completamente olvidada en la enseñanza de los estilos modernos de karate deportivo, existen varias técnicas de esta clase en el arte.
Las técnicas de lanzamiento y derribo, aunque originalmente se derivan de las técnicas de la lucha cuerpo a cuerpo de Okinawa o "tegumi", y están incluidas en los kata o formas, pero fueron influenciadas posteriormente por el Judo, y modificadas en algunos casos para su uso en el ámbito deportivo, o shiai.

## Antecedentes y técnicas propias   provenientes del "Te"
El antiguo "Te" , "Tuidi", Okinawa-Te, Tang- Te o Ryukyu kempo, nunca fue un arte marcial desarrollado de manera uniforme, en sus orígenes. Evidencia de esto es la aparición de tres escuelas geográficamente cercanas pero técnica y tácticamente diferentes, conocidas como el Shuri-te, el Naha-te y el Tomari-te. Por ello, la preferencia y aplicación de las técnicas de proyección, derribo y lanzamiento, así como la aplicación del arte en sí puede variar significativamente entre los estilos, sean provenientes de Okinawa o del Japón. A diferencia de las demás artes marciales de Japón, el karate-Do de hoy día tiene un origen más ecléctico, habiendo sido influenciado fundamentalmente, por las Artes marciales de China, y del Japón.
Gracias a sus experiencias, los antiguos maestros de Okinawa sabían que los golpes no eran siempre viables en cualquier tipo de oponente, ya que incluso debían enfrentarse a numerosos enemigos, de los cuales varios portaban armadura como los "Samurai", o bien combatir en espacios cerrados donde la ejecución de un golpe perfecto no sería posible. Sin embargo, todo contrincante con armadura o no, podía ser incapacitado momentáneamente mediante una proyección,o barrido  que le llevara al suelo; convirtiendo momentáneamente su armadura o protecciones en un estorbo que le entorpecía; en ese momento, el karateka podía golpear con mucha mayor libertad y precisión a las partes vulnerables del cuerpo del rival, no protegidas.
Sin olvidar sus conexiones con estilos de combate nativos de Okinawa como la lucha indígena o tegumi. Es importante notar que las técnicas de proyección, derribo y lanzamiento fueron también influenciadas por: el chin na o técnicas de lucha cuerpo a cuerpo provenientes de los estilos marciales de China, y el jiu-jitsu japonés que los samurai del clan Satsuma (clan que invadió Okinawa) practicaban. E incluso ya a principios del siglo XX, se habla del gran intercambio de conocimientos entre el maestro fundador del Karate- Do moderno Gichin Funakoshi, y el fundador del Judo, el maestro Jigoro Kano, respecto a las técnicas de barrido y lanzamiento , el sistema de grados por cinturones y uniformes entre sus respectivas disciplinas,  el karate- Do shotokan y el Judo respectivamente.
Anteriormente a este intercambio, el maestro Gichin Funakoshi fue quien publicó por primera vez 12 técnicas propias de lanzamiento y derribo, propias del karate de Okinawa en su obra "Karate Do Kyohan" en 1922. (la cual su discípulo, el maestro T. Oshima (5 Dan) tradujo posteriormente al inglés en los años 40) donde se observan varios lanzamientos y derribos traídos del "tegumi" o lucha autóctona de Okinawa, aunque a algunas se les dio un nombre más japonés o bien su equivalencia tomando al arte del Judo como referencia, estas son aún practicadas en algunos Dojos muy tradicionales en el Japón, los EE. UU. y Europa. Estas son:
A. BYOBUDAOSHI (derribar el biombo), similar a la técnica "O Soto Gari" del Judo, o a la técnica "Irimi nage" del Aikido, pero apoyando/ golpeando el mentón del oponente hacia arriba y atrás con la técnica de mano abierta o "teisho", mientras se le hala hacia atrás desde la parte posterior del cuello con la otra mano, realizando así una palanca para llevarle al suelo de espaldas.
B. KOMANAGE (trompo girante), Lanzamiento hecho tras aplicar un "kake Age Uke", se toma el brazo del oponente por el codo se gira sobre sí mismo avanzando y se derriba al oponente. Similar a la parte final de la técnica "ikkyo" del Aikido; pero ejecutada ante un golpe de puño.
C. UDEWA (rodear con los brazos, o anillo al cuerpo), gesto similar a la técnica de derribo/ "tackle" del rugby, hecha por el frente; y a la técnica "Morote Gari" del Judo.
D. KUBIWA (rodeando el cuello), tras un chequeo hacia el exterior hecho con "shuto chudan uke" se avanza se rodea el cuello del oponente y se le derriba; es similar a la finalización de la técnica "Irimi Nage" del Aikido, al derribar al oponente mediante la inclinación hacia atrás del tronco, realizando una contra fuerza en la zona lumbar con una mano, y con la otra mano contra el cuello, o bien colgándose del oponente.
E. KATAWAGURUMA (media rueda), similar a la técnica "Uki Otoshi" del Judo, pero tomando el cuello del oponente, tras aplicar un "shuto kake uke chudan".
F. TSUBAME GAESHI (golondrina que gira en V), lanzamiento similar a la técnica "Seio Nage" del Judo, pero girando hacia adentro y arrodillándose en una pierna.
G. YARIDAMA (balancear una pelota), aunque se interpreta según los textos de Funakoshi como un lanzamiento de cadera similar a la técnica de "Ude Kime" del Aikido, pero girando hacia atrás esquivando el ataque, y sobre el cuerpo extendido del oponente tomando su brazo adelantado además de su pierna posterior por el interior; esta interpretación ha sido revaluada por los maestros del estilo Shorin Ryu (estilo de karate de Okinawa, antecesor directo del Shotokan), por la aplicación del bloqueo "manji uke" como lanzamiento en respuesta a una patada, donde tras un bloqueo; se engancha la pierna del oponente, y con la mano contraria se le derriba mediante un bloqueo hacia arriba o "age uke" aplicando presión por debajo del cuello del oponente hacia arriba, lanzándole mediante un giro del cuerpo del defensor, sobre su cabeza.
H. TANIOTOSHI (apartarse de un precipicio), lanzamiento por el lateral ( o inclusive por encima) del hombro cargando al oponente, pasándole por encima de la espalda, y el lateral del hombro similar a la técnica "Ippon Seio Nage" del Judo.
I. SAKATSUCHI (martillar de arriba abajo). derribo por el lateral de nuestro cuerpo donde abrazando al oponente invertimos su posición, elevando sus pies y bajando su cabeza le lanzamos. Similar a la realización del famoso "suplex" de la lucha libre occidental pero ejecutado de manera lateral, y similar a la técnica "obi otoshi" del Judo.
J. USHIRO OTOSHI (derribo por la espalda del oponente), tras esquivar el ataque, y situarse detrás del oponente, se le toma de los hombros y se le derriba hacia su espalda, para rematarle con un golpe aplastante con el pie o fumikomi.

## Nage Kari/ ashi waza proyecciones del karate-Do actual
Kari waza (刈 技?) es el tipo de proyección que puede ser aplicada con las manos o con los pies. A diferencia de las técnicas correspondientes en otras artes marciales, un barrido en karate realizado con los pies no siempre requiere el uso de las manos, (el desplazamiento o tai-sabaki, el desequilibrio previo o kusushi, las formas de agarre o kumi kata, y "cerrar" la distancia son requisitos previos fundamentales) aunque se recomienda mantener el contacto brevemente para aumentar el control sobre el oponente.
Asimismo, algunos de las técnicas adaptadas con base en el Judo, y usadas frecuentemente en el karate- Do moderno son:

## Ashi Waza, Gari Waza, técnicas de barridos al pie y segados a las piernas
- Ashi barai (足掃?)
- Kakato gaeshi (踵返し?)
- Ko soto gari (小外刈?)
- Ko uchi gari (小内刈?)
- Morote gari (双手刈?)
- Nami gaeshi (波返し?)
- O soto gari (大外刈?)
- O uchi gari (大内刈?)

## Nage waza, lanzamientos

Tai otoshi de karate-Do, una de sus proyecciones más populares.

- Nótese que los lanzamientos a la altura de la rodilla, o Kuruma waza (车 技?) causan al oponente una caída circular, que eleva los pies más allá de la altura de la propia cabeza no son adecuados para su uso en competición, debido al riesgo de una mala caída.[6]

- Byobudaoshi (屏風倒し?)
- Karami nage (絡み投げ?)
- Kata guruma (肩车o肩车?)
- Katawa guruma (片轮车?)
- Koma nage (独楽投げ?)
- Koshi guruma (车?)
- Kubiwa nage (首輪投げ?)
- Sakatsuchi (坂槌?)
- Tai otoshi (体落し?)
- Tani otoshi (谷落し?)
- Yaridama (枪玉?)

## Sutemi waza, proyecciones, atrapes y golpes donde el ejecutante (Tori) está el suelo
Sutemi waza (舍身 技?) designa las proyecciones de sacrificio, es decir, los movimientos en los que el karateka sacrifica su posición de pie para derribar al adversario con él. Debido a que ambos caen, el usuario debe ser capaz de controlar su propio aterrizaje y transferir su energía al oponente para maximizar el impacto. Estas técnicas abundan en judo y jiu-jitsu, pero su uso en karate es relegado a la última opción, ya que son técnicas defensa propia donde siempre hay cierto grado de fallo, y además el karate no contempla la lucha en el suelo o ne waza en caso de caer al suelo y quedar incapacitado, aunque si el derribar, o preferiblemente golpear, atrapar, segar o barrer los pies / piernas del oponente desde el suelo como ocurre en las aplicaciones "Bunkai", de algunas de los katas / formas intermedias y avanzadas como "Unsu", "Bassai Dai", "Bassai Sho", "Kanku dai"  y "kanku sho".  
- Dai koshi (大腰?)
- Kani basami (蟹挟?)
- Tomoe guruma (巴车?)
- Tsubame gaeshi (燕返し?)
- Unshu geri (云手蹴り?)
- Yoko otoshi (横落し?)